# حرامي آخر موديل (مسرحية)
مسرحية حرامي آخر موديل من إنتاج فرقة المسرح الشعبي، عرضت في تاريخ 23 ديسمبر 1967 ولمدة 24 ليلة من تأليف وإخراج عبد الرحمن الضويحي وتحتوي على ظهور نسائي واحد قام به عبد العزيز النمش

## فكرة المسرحية
حمد الصالح رجل متدين وملتزم بالأخلاق، وهو صاحب فندق يسكنه العديد من الناس ويحدث فيه الكثير من المشاكل بسبب السرقات التي تحدث يومياً في غرف النزلاء بالفندق.
ويحتار رجال الشرطة في الموضوع ويدور الشك حول نزلاء الفندق مثل الراقصة عبد العزيز النمش والرجل الضرير إبراهيم الصلال وغيرهم. ولكن المفاجأة تقع حين يتم ضبط أحمد الصالح وهو يحاول سرقة غرفة الراقصة في الفندق فتثبت التهمة عليه بالجرم المشهود.

## الممثلين
حسب الظهور
- أحمد الصالح
- أحمد مساعد
- إبراهيم الصلال
- خليفة مبارك
- جاسم الصالح
- بدر المفرج
- حسين غلوم
- فيحان العربيد
- عبد العزيز النمش
- عبد العزيز المسعود
- عبد المحسن الخراز
- عبد الله الحشاش
- جاسم اللهو
- عبد العزيز الخراز

## طاقم العمل
- تأليف وإخراج - عبد الرحمن الضويحي
- إدارة المسرح وتصميم الديكور - خالد عبد الله الصقعبي
- مهندس الديكور - يوسف قاسم
- تركيب الديكور - إبراهيم عثمان
- التلقين - عبد الكريم الشريده
- الماكياج - محمد عبد الحميد
- الاكسسوار - علي بعركي
- الاكسسوار - محمد فريح
- الإضاءة - محمد نصير
- المؤثرات الصوتية - عدنان حامد
- التنظيم - عبدالحسين الجرالله
- الملابس - غلام محمد شريف
- تصوير - احمد الحجي
- تصوير - حسن عبدالله
- تصوير مختار غلوم
- مراقبة الصورة - سليمان خليل
- مراقبة الصوت - فهد عبدالله
- المونتاج - عبدالرحمن البكر
- التسجيل - عبدالله القناعي
- الإضاءة - محمد ابوقماز
- ساعد في النقل - حسين السلمان
- نقلها للتفزيون - صلاح العوري

## وصلات خارجية
المسرحية كاملة على يوتيوب